# Doris Hertwig-Bünger

Doris Hertwig-Bünger (1928)

Doris Hertwig-Bünger (geb. Hertwig; * 12. Mai 1882 in Leipzig; † 18. Januar 1968 in Dresden) war eine deutsche Pädagogin und Politikerin der DVP, MdL und MdR.

## Leben und Wirken
Nach der höheren Schulbildung legte sie die Sprachlehrerinnenprüfung sowie die Reifeprüfung in Leipzig ab. Sie studierte danach neuere Philologie und Philosophie in Leipzig und Marburg. Nach dem Staatsexamen in Leipzig promovierte sie zum Dr. phil. im Fach Anglistik in Marburg. Nach Studienaufenthalten in England, Frankreich und Rumänien war sie Studienrätin in Dresden. Sie lehrte an der dortigen höheren Mädchenschule, an der Frauenschule und am Reformgymnasium.
Während der Weimarer Republik gehörte Hertwig-Bünger der DVP an. Für diese war sie zwischen 1920 und 1926 Mitglied des Sächsischen Landtages. Außerdem war sie in der Vierten Wahlperiode (1928–1930) Mitglied des Reichstags. Daneben gehörte sie als Beisitzerin der Prüfstelle für Schund- und Schmutzschriften an, und sie war Mitglied im sächsischen Landeswohlfahrts- und Landesjugendamt.
Sie engagierte sich als Vorsitzende in verschiedenen Frauenorganisationen. So war sie 1919 Vorsitzende des Verbandes akademisch gebildeter Lehrerinnen, Abteilung Sachsen, später auch noch Vorsitzende des Stadtbundes der Dresdner Frauenvereine. 1926 rief Hertwig-Bünger die Stiftung Frauenwohnungshilfe ins Leben, die sich die Schaffung von Heimen für ältere Menschen aus dem Mittelstand zum Ziel gesetzt hatte, um deren im Alter oft zu große Wohnungen dem Wohnungsmarkt für Familien wieder zur Verfügung zu stellen. Im Jahr 1929 initiierte sie das später nach ihr benannte Hertwig-Bünger-Heim.
Hertwig-Bünger war verheiratet mit dem Juristen und Politiker Wilhelm Bünger. Von 1926 bis 1932 wohnten beide in Oberlößnitz (heute Stadtteil von Radebeul) im Landhaus Hoflößnitzstraße 72, das ihrem Mann als Dienstwohnung zur Verfügung stand.

## Werke
- Der Einfluss von Chaucers „Canterbury Tales“ auf die englische Literatur. Verlag Noske, Borna 1908 (zugl. Dissertation Marburg 1908).